# 柬埔寨—尼泊爾關係
柬埔寨－尼泊尔关系始于1975年4月18日两国建交，两国均为不结盟运动成员国，且在历史上均受到过印度文化深刻的影响。目前两国尚未在对方国家的首都设置大使馆，柬埔寨对尼泊尔的相关事务由駐印度大使馆兼辖，而尼泊尔对柬埔寨的相关事务由尼泊尔驻泰国大使馆兼辖。
2018年12月，柬埔寨首相洪森、外交部长布拉索昆等人出席了在尼泊尔召开的亚太国际峰会，得到了尼泊尔总统比迪娅·戴维·班达里、总理卡德加·普拉薩德·夏爾馬·奧利的接见，并与尼泊尔政府签署了四项协议以加强两国间的政治、经贸合作关系，两国政府也一致同意尽早在对方首都开设大使馆、并给予公務護照持有人免签证入境待遇、开通直航商業航班。洪森还表示柬、尼两国开通直航将“有利于柬埔寨公民前往佛教聖地蓝毗尼巡礼”。